# Alphonse Mucha
Alphonse Maria Mucha (* Ivančice kod Brna, Moravska, 24. srpnja 1860.; † Prag, 14. srpnja 1939.), bio je češki slikar i dizajner. Alphonse Mucha je po mnogima bio najznačajniji protagonist umjetničkog pokreta Art Nouveau.

## Životopis
Kao dijete odlično je pjevao, tako da su ga uzeli u crkveni zbor, njegov pjevački talent omogućio mu je daljnje školovanje u srednjoj školi u moravskom glavnom gradu Brnu. Mucha je imao još jedan izuzetan dar, a to je bilo crtanje, koje je volio više i od pjevanja, - taj talenat omogućio mu je da počne zarađivati od njega. Ispočetka je radio kao kazališni dekorater - slikar, oslikavavši kazališne kulise. Zbog posla se je preselio 1879. u Beč, gdje se uposlio u tadašnjoj vodećoj kući za izradu kazališnih kulisa - Kautský - Brioschi – Burghardt. Zbog nesretnog slučaja, 1881. izgorjela je firma i ostao je bez posla, vratio se u Moravsku, i radio i nadalje kao slikar kazališnih i ostalih dekoracija, bez stalnog posla.
Grof Karl Khuen iz moravskog grada Mikulov angažirao je Muchu da mu dekorira unutrašnjost dvorca Emmahof, nedaleko mjesta Hrušovan nad Jevišovkou, zidnim freskama, po završetku radova bio je toliko oduševljen, da je odlučio dati Muchi stipendiju za studij slikarstva na  Münchenskoj Akademiji likovnih umjetnosti.  
Nakon studija slikarstva u Münchenu (1885. – 1887.), preselio se u Pariz i nastavio studije na Académie Julian i Académie Colarossi, istovremeno radio je ilustracije za magazine i reklamne agencije. Oko božića 1894., dobio je posao koji ga je izbacio u orbitu - narudžbu za plakat tada slavne glumice Sarah Bernhardt (za kazalište Théâtre de la Renaissance). Ovaj plakat (rađen potpuno u duhu ideala Art Nouveau) donio mu je slavu i mnoge buduće narudžbe. Mucha je sudjelovao u oblikovanju i dekoraciji paviljona Bosne i Hercegovine ( u sklopu nastupa Austro-Ugarske na Svjetskoj Izložbi u Parizu 1900.). Od 1906. – 1910. boravio je u Sjedinjenim Američkim Državama, gdje je odlično primljen. U Chicagu se oženio za Mariju Chytilovu, a tamo je upoznao i svog budućeg mecenu Charlesa R. Cranea. Nagovorio ga je da financira njegov budući panslavenski ciklus slika - Slavensku epopeju, te se vratio da ga realizira u svojoj rodnoj Češkoj.

## Osobine Muchina djela
Alfons Mucha napravio je mnoštvo slika, plakata, reklama, ilustracija, dizajna nakita i kazališnih scenografija. Njegovi radovi postali su zaštitni znak stila u umjetnosti - Art Nouveau. Kao umjetnički pokret Art Nouveau je težio spoju umjetnosti i industrije, i na taj način želio da umjetnost postane dostupna svima, i tako negira elitističku prirodu umjetnosti. Najviše uspjeha kod naručioca, imao je s motivima mladih žena, raskošne kose, okruženih stiliziranim cvijećem i drugim ornamentalnim ukrasima. Osobno je Mucha želio da ostane upamćen ne samo po plakatima ili ilustracijama, držeći da je zadaća umjetnosti prikaz uzvišenih ideja i duhovnosti. Stoga mu veliki komercijalni uspeh nije godio, dapače čak ga je plašio.
Osamnaest godina je radio na svom mega djelu Slavenska epopeja (češki: Slovanská epopej), seriji od 20 impresivno velikih slika ( prosječno velikih od 8 x 6 m. do 4 x 4 m.) - sažetka povijesti slavenskih naroda, za kojeg je Mucha mislio da će doprinijeti afirmaciji i buđenju nacionalne svijesti i ponosa slavenskih naroda. 
Ovaj opus počeo je slikati u dvorcu Zbiroh po povratku iz Amerike 1910., radio ga je do 1928. godine, uz izdašnu pomoć svog američkog mecene Charlesa R. Cranea. Prvotno je bio izložen u Pragu, a danas se nalazi izložen u dvorcu u mjestu Moravské Krumlově. Jedna od slika tog opusa je Hájení Sigetu proti Turkům Mikulášem Zrinským (1566) ( Odbrana Sigeta od Turaka Nikole Zrinjskog, dovršena 1914.), ali je kao pandan tome Mucha naslikao i Štěpán Dušan Srbský a jeho korunovace (1346) ( Krunidba cara Dušana 1346, veličine: 4,05 x 4,80 m ).
Odmah po izbijanju Drugog svjetskog rata (i njemačke okupacije Češke), uhićen je i držan u istražnom zatvoru, umro je nekoliko dana nakon toga, 14. srpnja 1939. u Pragu.

## Najznačajniji radovi
- Zimska noć (1920.)kazališni plakat Gismonda (1894. – 1895),
- kazališni plakat za predstavu La Dame aux Camelias (1896.),
- kazališni plakat za predstavu Lorenzacio (1896.)
- kalendar u boji Biscuits Lefevre-Utile (oko 1897.)
- kazališni plakat za predstavu Medee (1898.)
- kazališni plakat za predstavu La Samaritaine
- kazališni plakat za predstavu La Tosca (1899.)
- kazališni plakat za predstavu Tragique Histoire d'Hamlet - Prince de Danemark (1899.)
- plakat - La Plume (oko 1896.)
- nacrt enterijera Primatorskog salona za grad Prag
- nacrt Zlatarne Fouquet za George Fouqueta u Parizu
- nacrt i oprema paviljona Bosne i Hercegovine u Parizu 1900. godine
- nacrt za vitraž katedrale Sv. Vita u Pragu (1931.)
- opus slika Slavenska epopeja

## Vanjske poveznice
- Muzej Alfonsa Muche  Arhivirana inačica izvorne stranice od 26. listopada 2005. (Wayback Machine)
- Portal Zaklade Mucha